# Congregació (Catolicisme)
El terme congregació a l'Església Catòlica es fa servir per anomenar les juntes administratives de la Cúria Pontifícia, alguns instituts religiosos que comparteixen un mateix superior i el conjunt de tots els fidels catòlics o congregació de tots els fidels.

## Cúria Pontifícia
Els departaments amb més poder de la Cúria Pontifícia s'anomenen congregacions. Els consells pontificis i les comissions papals tenen menys importància. També hi ha els tribunals i les oficines. Al seu origen a les congregacions eren grups de cardenals seleccionats entre els membres del Col·legi cardenalici per a cuidar algun camp concret d'activitat relacionat amb la Santa Seu. Des del Concili Vaticà II els membres inclouen bisbes diocesans de diverses parts del món que no són cardenals. Cada congregació també inclou un equip de personal permanent que assisteix per a tractar amb les qüestions que convinguin.

## Agustins, Benedictins i Cistercencs
Alguns instituts religiosos de monestirs o capítols de canonges regulars s'anomenen congregacions. Cada congregació està presidida per un superior general amb un títol com abat o similar. El terme genèric per al líder de la comunitat és Primat. Segons l'Anuari Pontifici només són congregacions alguns canonges regulars agustins, benedictins o cistercencs que tenen en comú que el seu Primat viu a Roma.
- Vegeu: Congregacions de l'Orde de Sant Benet
- Vegeu: Congregacions de l'Orde del Cister
- Vegeu: Orde de canonges regulars